# Egils Levits
Egils Levits (* 30. června 1955 Riga) je lotyšský právník, politik, politolog, soudce a vědec. Od roku 2004 je členem Evropského soudního dvora. Kandidoval na post prezidenta Lotyšské republiky při volbách v roce 2007, 2011, 2015 a 2019, přičemž při posledních byl zvolen prezidentem Lotyšska.

## Biografie
Narodil se roku 1955 v hlavním městě tehdejší Lotyšské SSR do rodiny protisovětského disidenta židovského původu Jonasse Levitse a Ingeborgy Levita, která byla německého původu. Studia započal na 2. střední škole v Rize (Rīgas 2. vidusskola), kde ale setrval pouze do roku 1972, kdy celá jeho rodina emigrovala do západního Německa.

### Emigrace
Z důvodu zlepšení mezinárodních vztahů Sovětského svazu se zeměmi Západu bylo počátkem 70. letech 20. století části lotyšských židovských rodin povoleno vystěhovat se do Izraele. Levitsova rodina opustila SSSR, ale usadila se u příbuzných jeho německé matky ve Spolkové republice Německo, kde Egils Levits v roce 1973 odmaturoval na Lotyšském gymnáziu v Münsteru (Minsteres latviešu ģimnāzija). Roku 1982 vystudoval práva a v roce 1986 politologii na Univerzitě v Hamburku. Poté pracoval v letech 1984 až 1986 jako výzkumný pracovník na Univerzitě v Kielu, později v Německo-východoevropském výzkumném ústavu v Göttingenu.

### Politická kariéra
Byl aktivním členem Lotyšské lidové fronty (Latvijas Tautas fronte) a Občanského kongresu i signatářem Deklarace o obnovení nezávislosti Lotyšské republiky ze dne 4. května 1990. Pracoval jako poradce lotyšského parlamentu pro otázky mezinárodního práva, ústavního práva a legislativní reformy. Mezi lety 1992 až 1993 působil jako lotyšský velvyslanec v Německu a Švýcarsku, v období od roku 1993 do 1994 byl velvyslancem v Maďarsku, Rakousku a Švýcarsku. V 5. volebním období lotyšského parlamentu Saeima byl zvolen poslancem za stranu Lotyšská cesta (Latvijas Ceļš). V roce 1995 zvolen soudcem Evropského soudu pro lidská práva, znovu zvolen v roce 1998 a 2001. Roku 2004 byl jmenován soudcem Soudního dvora Evropské unie a v roce 2018 byl do této funkce jmenován opětovně.

#### Prezidentská kandidatura
V roce 2007 byl veřejně navržen na funkci prezidenta Lotyšska, ale tuto kandidaturu nakonec sám odmítl, jelikož pro sebe neviděl dostatečnou podporu v rozložení politických sil v tehdejším parlamentu.
V roce 2015 byl parlamentní stranou Nacionální aliance (Nacionālā apvienība) opět navržen na post prezidenta. Dostal se do čtvrtého kola volby, kdy byl zvolen jeho protikandidát Raimonds Vējonis.
Dne 15. května 2019 byl koaliční vládou, kterou vede Arturs Krišjānis Kariņš, navržen jako vhodný kandidát na prezidentskou funkci. V parlamentní volbě, která se konala 29. května 2019, byl poměrem 61 hlasů PRO a 32 hlasů PROTI zvolen novým prezidentem Lotyšské republiky. Svého předchůdce Raimondse Vējonise oficiálně nahradil 8. července 2019.

## Vědecká práce
Je autorem preambule ústavy Lotyšské republiky a dále více než sta vědeckých publikací o politologii a právních otázkách, například o lotyšském státním právu, správním právu, lidských právech, reformě soudnictví a demokracii.

## Publikace
- Valstsgriba. Idejas un domas Latvijai 1985-2018 (English: Country's Will: Ideas and thoughts for Latvia 1985-2018. Riga: [s.n.], 2019. ISBN 9789984840567.